# Coös County (New Hampshire)
Coös County (někdy též Coos County) je okres amerického státu New Hampshire. Správním sídlem je město Lancaster. Největší město okresu je Berlin. Byl založen v roce 1803.

## Sousední okresy
| Růžice kompasu |                       | Kanada                      |                      | Růžice kompasu |
| Růžice kompasu | Essex County, Vermont | Sever                       | Oxford County, Maine | Růžice kompasu |
| Růžice kompasu | Essex County, Vermont | Coös County (New Hampshire) | Oxford County, Maine | Růžice kompasu |
| Růžice kompasu | Essex County, Vermont | Jih                         | Oxford County, Maine | Růžice kompasu |
| Růžice kompasu | Grafton County        |                             | Carroll County       | Růžice kompasu |